# Émeringes
Émeringes település Franciaországban, Rhône megyében. Lakosainak száma 278 fő (2022. január 1.). Émeringes Jullié, Vauxrenard, Chénas, Fleurie és Juliénas községekkel határos.

## Népesség
A település népességének változása:
| Lakosok száma | 230  | 242  | 258  | 259  | 268  | 270  | 277  | 281  | 278  |
|               | 2013 | 2015 | 2016 | 2017 | 2018 | 2019 | 2020 | 2021 | 2022 |